# Sangrecita
La sangrecita, o morcilla è un insaccato senza carne, ripieno principalmente di sangue coagulato (per la maggior parte di maiale), di colore scuro. È un alimento molto diffuso e di cui esistono varie versioni; pertanto può essere ritrovato nella gastronomia di molti paesi.
In Italia è noto come sanguinaccio
La sua preparazione è sempre stata collegata all'uccisione del maiale e raramente di altri animali (vacche, cavalli, ecc.).